# Louis Rhead
Louis John Rhead (Staffordshire, 1857 – Amityville, Verenigde Staten, 1926) was een Britse kunstschilder en tekenaar die reeds op jonge leeftijd van 1872 tot 1875 naar Parijs ging om daar het vak te leren bij de Franse schilder Gustave Boulanger (1824-1888) die onder de naam salon-schilder bekendstond.
Na zijn terugkeer naar Engeland ging hij eerst naar South Kensington School of Art en ging daarna werken als ontwerper van affiches en boekbanden voor de uitgever Cassell.
De Amerikaanse uitgever Appleton bood Rhead een baan aan als kunst-medewerker in New York in 1883, met een Amerikaans staatsburgerschap in het vooruitzicht. Hij oogstte succes als ontwerper van affiches, illustrator van tijdschriften en het ontwerpen van patronen voor keramiek en naaldwerk. Hij werkte samen met zijn broers George en Frederick, bij het illustreren van boeken zoals A Pilgrim's Progress en andere uitgaven die te maken hadden met de Arthur-legendes.
Van 1891 tot 1894 ging hij toch weer verder met zijn kunststudie in Parijs en Londen, beïnvloed door de kunstenaars Eugène Grasset,  Walter Crane en William Morris.
Zo rond 1890 had Rhead al zo’n 100 affiches ontworpen, in Engeland voor Cassell's Magazine en de Weekly Dispatch en in Amerika voor The Century, St. Nicholas, Harper's, The Bookman en Scribner's
Rheads posters werden wereldwijd gewaardeerd en exposities van zijn werk werden gepresenteerd in Londen in 1896 en in Parijs bij de Salon des Cent in 1897. Na 1900 maakte Rhead illustraties voor literaire boeken en hij schreef diverse boeken over sportvissen.
- Enige door Rhead geïllustreerde boeken en tijdschriften
- John Bunyan: The Pilgrim's Progress from this World to that Which is to come
- Robin Hood and his Outlaw Band in Sherwood Forest
- David Wyss; Swiss Family Robinson
- Louis Rhead: Morning Journal
- Louis Rhead: The Sun, 1900

## Enige door Rhead geïllustreerde boeken
- John Bunyan: The Pilgrim's Progress from this World to that Which is to come; met honderd en twintig illustraties door de gebroeders: George Woolliscroft Rhead, Frederick Rhead & Louis John Rhead
- Robin Hood and his Outlaw Band in Sherwood Forest. Harper & Brothers, New York, 1912.
- David Wyss; Swiss Family Robinson: geïllustreerd door Louis John Rhead. Harper Bros, New York, 1909.

- Bibsys: 1665642634747
- Bibliothèque nationale de France: cb14927018f (data)
- CiNii: DA07099822
- Stuttgart Database of Scientific Illustrators 1450–1950: 10225
- Gemeinsame Normdatei: 1025497007
- International Standard Name Identifier: 0000 0000 8351 0807
- KulturNav: 9ba54fa3-6453-499d-8db7-6c17cb2d6fec
- Library of Congress Control Number: n85121406
- National Gallery of Victoria: 12378
- Nationale Bibliotheek van Tsjechië: xx0096093
- Nationale bibliotheek van Australië: 35449814
- Nationale Bibliotheek van Israël: 987007273471305171
- Nationale en Universitaire bibliotheek Zagreb: 000344323
- Nederlandse Thesaurus van Auteursnamen: 069816042
- RKD-Nederlands Instituut voor Kunstgeschiedenis: 66501
- SNAC: w6dn4f00
- Système universitaire de documentation: 111885590
- Trove: 957047
- Union List of Artist Names: 500008825
- Virtual International Authority File: 2853885
- WorldCat: E39PBJr83q7vrQhgf6dCrTrrMP